# Pot-Bouille
Cet article possède un paronyme, voir Bouille.
Pour le film de Julien Duvivier, voir Pot-Bouille (film).
Pot-Bouille est un roman d’Émile Zola publié en 1882, le dixième de la série Les Rougon-Macquart. Le héros, Octave Mouret, arrive à Paris et s'installe dans un immeuble bourgeois récent. Il recherche une maîtresse qui l'aide à s'élever socialement. Il rencontre peu à peu la plupart des habitants qui, sous les dehors d'une bonne morale, ont des relations hors mariage, entretiennent des maîtresses, concluent des mariages d'argent, se déchirent pour des héritages et abandonnent leurs enfants. C'est à cette « cuisine », aussi peu ragoûtante qu’un médiocre brouet, que fait référence le titre : le mot « pot-bouille » désignait au XIXe siècle, en langage familier, la cuisine ordinaire des ménages, dans un sens proche de l'actuel « popote ». Par l'ironie, Zola montre en effet l’envers du décor d’un grand immeuble parisien où, derrière un luxe de façade, les comportements sont vils. « La maison l’effarait un peu ; après s’être laissé prendre d’un respect de provincial, devant la gravité riche de l’escalier, [Octave] glissait à un mépris exagéré, pour ce qu’il croyait deviner derrière les hautes portes d’acajou. »
Pot-Bouille paraît d'abord sous forme de feuilleton dans Le Gaulois entre le 23 janvier 1882 et le 14 avril 1882. A la une du 23 janvier 1882, Guy de Maupassant écrit un article, « L'adultère », sur le roman. La publication en un volume chez Georges Charpentier, annoncée dans le Journal général de l'imprimerie et de la librairie du 7 janvier 1882 pour la fin mars 1882, simplement pour mars dans le numéro du 18 février, est, le 4 mars, repoussée aux premiers jours d'avril, pour avoir finalement lieu le 15 avril 1882, au moment où le feuilleton se termine.

## Thèmes abordés

### Un immeuble et ses habitants
Octave Mouret emménage à Paris, rue de Choiseul, au quatrième étage d'un immeuble bourgeois. Il est accueilli par M. et Mme Campardon, chez qui il sera en pension. Il a déjà des rentes et de l'argent à placer et trouve rapidement une place de commis dans le magasin des Hédouin, Au bonheur des Dames. Il fait rapidement la connaissance des principaux habitants de l'immeuble et repère déjà les femmes qui lui plaisent et pourraient l'aider à se faire une meilleure situation (chapitre I).
Il rencontre les Josserand, famille composée d'un père effacé ; d'une mère tyrannique et cupide, dont la seule préoccupation est de marier ses filles Hortense et Berthe, qui ont déjà plus de 20 ans ; de leur fils Léon, souvent absent et en couple avec Mme Dambreville ; et de Saturnin, l'autre fils, fou et violent. Les Josserand vivent au-dessus de leurs moyens et la mère enseigne à ses filles comment aguicher les hommes pour qu'ils les demandent en mariage. Un dîner est organisé pour faire boire le frère de Mme Josserand, Narcisse Bachelard, afin qu'il apporte aux filles une dot de 50 000 francs, mais il se dérobe (chapitres II et III).

### Mariage et adultères
Octave cherche une maîtresse. Il admet l'impossibilité d'avoir une aventure avec sa patronne, Mme Hédouin. Il est ensuite rejeté par Valérie Vabre et se tourne vers Marie Pichon, sa voisine de palier, qui ne pourra pourtant pas l'aider à s'élever socialement (chapitre IV). Il est ensuite invité, avec la majorité des habitants de l'immeuble, à la fête des Duveyrier. Il y rencontre M. Vabre, propriétaire de l'immeuble, et ses trois enfants : Clotilde, épouse Duveyrier ; Théophile, le mari de Valérie ; et Auguste, gérant du magasin de soie du rez-de-chaussée. Berthe profite du concert donné par Clotilde pour s'isoler avec Auguste. On ne sait pas s'il commet sur elle un attouchement ou si elle le piège, mais, en criant « Vous me faites mal ! », elle scelle son mariage avec lui (chapitre V). Octave rencontre Trublot, son ami célibataire, à l'étage des bonnes car il couche avec certaines d'entre elles. Octave découvre alors la cour intérieure, qui donne sur les cuisines de tout l'immeuble, où les bonnes se racontent crûment, d'une fenêtre à l'autre, les ragots de l'immeuble (chapitre VI). Octave est reçu par Clarisse, la maîtresse qu'entretient Duveyrier (chapitre VII).
Le mariage de Berthe Josserand et d'Auguste Vabre, auquel presque tous les habitants de l'immeuble sont conviés, est troublé par Théophile Vabre. Il a trouvé dans les affaires de Valérie un billet doux ; pendant la messe, il accuse publiquement Octave, qui se défend en montrant que son écriture est bien différente de celle du billet (chapitre VIII).
Incapable de séduire Mme Hédouin, sa patronne du Bonheur des Dames, Octave démissionne et est embauché chez Auguste et Berthe Vabre. Il apprend que sa voisine Marie est enceinte de lui. Gasparine, la maîtresse de Campardon, emménage chez lui avec l'accord de sa femme (chapitre IX). Un peu plus tard, le père Vabre meurt. Après l'enterrement, auquel presque tout l'immeuble assiste, les héritiers apprennent qu'il ne laisse que des dettes, contractées par sa manie de l'agiotage, et se déchirent (chapitres X et XI).
Comme sa mère avant elle, Berthe malmène son mari et exige toujours plus d'argent pour son entretien. Octave se rapproche d'elle, lui offre des cadeaux, puis consomme la relation. Berthe achète le silence de Rachel, sa domestique, quand elle se rend chez Octave. Mais la bonne a vendu la mèche au mari, qui monte chez Octave. Berthe s'enfuit, erre dans l'escalier et est recueillie par Marie (chapitres XII à XIV). Le lendemain, Auguste fait le tour de Paris en fiacre à la recherche de Duveyrier, qu'il veut comme témoin de son duel contre Octave. Avec Bachelard, il découvre que la maîtresse d'Alphonse Duveyrier est partie avec les meubles. Exténué par une nuit blanche et par les affres des uns et des autres, Auguste renonce au duel. Berthe retourne vivre chez ses parents ; son père est malade (chapitres XV et XVI).

### Triomphe de l'hypocrisie
Plusieurs mois plus tard, M. Josserand meurt. Octave a réintégré Au bonheur des Dames. Mme Hédouin, veuve depuis huit mois, le demande alors en mariage pour gérer avec elle les affaires. Auguste, lui, est ruiné : le Bonheur des Dames lui fait trop de concurrence. Quant à Duveyrier, il a retrouvé Clarisse, l'entretient à nouveau, mais souffre du mépris qu'elle lui voue et de ses infidélités. Humilié par sa maîtresse et par le dégout que sa femme lui porte, il décide de se suicider, mais échoue. L'abbé Mauduit, conduit à son chevet, est désespéré de la déchéance morale de la société (chapitre XVII). L'hypocrisie bourgeoise parvient finalement à couvrir tous les scandales : Auguste reprend Berthe ; Adèle, la bonne des Josserand, accouche seule en pleine nuit et abandonne son bébé sans être vue ; Octave et Caroline Hédouin se marient ; les fêtes chez les Duveyrier continuent (chapitre XVIII).

## Les personnages

### Immeuble de la rue de Choiseul
Zola associe étroitement les personnages aux lieux qu'ils habitent, les étages et les types de logement bien sûr, mais aussi les pièces des maisons : « Allez donc voir dans la cuisine si j'y suis ! », ordonne ainsi Mme Josserand à sa domestique, Adèle.
- Rez-de-chaussée
  - magasin de soie géré par Auguste Vabre.
  - M. et Mme Gourd, concierges.
- Entresol
  - Auguste Vabre.
- 1er étage
  - Théophile Vabre, sa femme Valérie (fille de M. et Mme Louhette) et leur fils Camille.
  - Alphonse Duveyrier, sa femme Clotilde (fille de M. Vabre), leur fils Gustave, 16 ans (le plus souvent en pension), et M. Vabre, le père de Clotilde, propriétaire de l’immeuble. Alphonse Duveyrier devient, à la mort de M. Vabre, le nouveau propriétaire de l’immeuble.
- 2e étage
  - Monsieur inconnu « qui fait des livres », sa femme et leurs deux enfants. On sait très peu de cette famille, détestée de tous car ils ne « font jamais comme tout le monde ». L'homme publie un livre révélant les déboires des hommes influents de Paris, dont M. Duveyrier, ce qui ajoute encore à la haine que les locataires portent à cette famille. M. Gourd, le concierge, dit à son sujet : « Des horreurs ! continua-t-il, d'une voix écœurée. C'est plein de cochonneries sur les gens comme il faut. [...] Et, vous voyez, ça roule carrosse, ça vend leurs ordures au poids de l'or ! » C'est le reflet de ce que Zola a subi[N 1].
  - Plus tard : Auguste Vabre avec sa femme Berthe (fille des Josserand) et le frère de celle-ci, Saturnin Josserand.
- 3e étage
  - Mme Juzeur.
  - un locataire inconnu.
  - Achille Campardon, sa femme Rose (fille de M. et Mme Domergue, et amie des parents d'Octave) et leur fille Angèle, 14 ans. Plus tard, Gasparine (la cousine de Rose et maîtresse d’Achille) s’installe avec eux.
- 4e étage
  - Octave Mouret (fils de François Mouret et Marthe Rougon).
  - Jules Pichon, sa femme Marie (fille de M. et Mme Vuillaume) et leur fille Lilitte. Un autre enfant, issu de la relation avec Octave, naît au cours du roman.
  - M. Josserand et sa femme Éléonore (sœur de Bachelard) avec trois de leurs quatre enfants : Hortense, Berthe et Saturnin. La mère règne en tyran, terrorisant mari et domestique. Son unique ambition : marier ses filles, en trouvant pour elles de bons partis. Pour cela, elle les entraîne à « la chasse aux maris », leur expliquant que l’amour est secondaire, les hommes étant par nature foncièrement méprisables. Saturnin, fou et violent, est interné dans un asile par deux fois dans le roman.

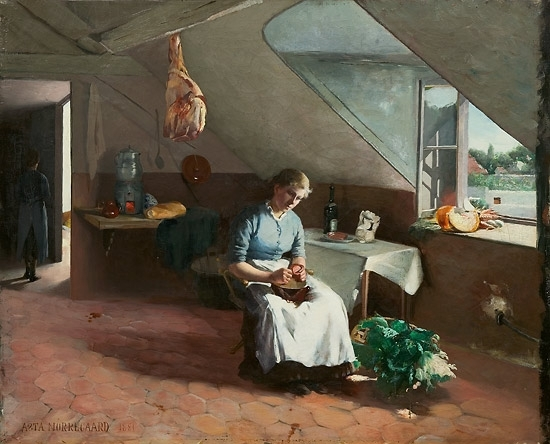
Asta Nørregaard, Intérieur de cuisine française, 1881.

- 5e étage (l’étage des domestiques)
  - Lisa et Victoire (domestiques chez les Campardon) ; Hippolyte, Clémence et Julie (domestiques chez les Duveyrier) ; Louise (domestique chez Mme Juzeur) ; Adèle (domestique chez les Josserand) ; Françoise (domestique chez Théophile et Valérie Vabre) ; Rachel (domestique chez Auguste et Berthe Vabre). Les domestiques communiquent librement entre elles, à l'abri des oreilles des bourgeois, par les fenêtres des cuisines des différents appartements, qui donnent toutes sur une cour intérieure, « ce trou central dans lequel se déversent toutes les immondices matérielles et verbales de l'immeuble[10]. »

### Autres personnages
- Narcisse Bachelard, frère d’Éléonore Josserand. Il est riche, et sa sœur essaie vainement de lui soutirer une dot pour Berthe, qui est sa filleule. Il préfère entretenir Fanny Menu, dite Fifi, qui vit chez sa tante ; à la fin du roman, elle épouse Gueulin.
- Gueulin, neveu de Narcisse Bachelard.
- Léon Josserand, fils de M. et Mme Josserand, et sa maîtresse Mme Dambreville ; à la fin du roman, il épouse Raymonde, la nièce de Mme Dambreville.
- Clarisse Bocquet, maîtresse de M. Duveyrier ; Théodore, son professeur de piano et amant.
- Caroline Hédouin (née Deleuze), mariée à Charles Hédouin, propriétaires de la boutique Au bonheur des Dames. Après la mort de son mari, elle épouse Octave Mouret.
- Le Dr Juillerat.
- L'abbé Mauduit.
- La mère Pérou, vieille femme employée et exploitée par M. Gourd.
- Hector Trublot, jeune homme professant le mépris du mariage et des amours bourgeoises, adepte des amours avec les domestiques.
- Verdier, amant d'Hortense Josserand.

## Résumé
Octave arrive dans un riche immeuble parisien (rue de Choiseul) et découvre le ménage chez qui il va vivre, celui de M. et Mme Campardon. Octave  fait la rencontre de la bourgeoisie de Paris, du luxe de ses habitations et de son excellence morale (chapitre 1).
On entre chez les Josserand et on découvre leurs misères (chapitre 2) :
- matrimoniale : la mère fait tous les salons pour marier ses filles ;
- économique : leur train de vie coûteux pour maintenir leur rang les force à rogner sur certaines dépenses, notamment sur la nourriture ;
- morale : la mère enseigne à ses filles à aguicher les hommes pour qu'ils les épousent ;
- familiale : les époux se disputent au sujet de la famille de chacun, Mme Josserand est tyrannique et son mari un faible, sans volonté.

On reste chez les Josserand : la mère a organisé une réception dans le but de marier sa fille Berthe et de soutirer de l'argent à son frère Narcisse Bachelard qui a promis de payer la dot de Berthe. Le dîner nous permet de rencontrer l'oncle, gras et insortable, ainsi que Saturnin, le frère fou et souffrant de retard mental. Lors de la fête, Berthe se rapproche d'Octave, puis d'Auguste Vabre, fils de l'actuel propriétaire de l'immeuble et lui-même gérant d'un magasin. Mais la fête n'apportera rien (chapitre 3).
On suit la vie d'Octave au magasin Au bonheur des Dames. Il essaie d'y séduire Valérie, mais va en parallèle concrétiser avec sa voisine Marie Pichon (chapitre 4).
On suit le point de vue d'Octave à la fête des Duveyrier, l'une des familles les mieux vues de l'immeuble et tout l'immeuble est invité. Il y a un concert, les invités se jugent mutuellement. Puis la chorale, la mère Josserand profite de cette diversion pour créer un rapprochement corporel entre Berthe et Auguste, puis les fait découvrir (il n' y pas eu de rapports sexuels, juste des caresses). Mais cela suffit à sceller le mariage (chapitre 5).
Octave monte au grenier et tombe sur Trublot à l'étage des bonnes, car il couche avec certaines. Ils se cachent en attendant de pouvoir partir et entendent les bonnes discuter entre elles, de fenêtre à fenêtre dans la cour intérieure, celle des domestiques, sachant tout et qualifiant de mots fleuris toute la maisonnée. On découvre ainsi ce que le personnel de maison pense de la morale bourgeoise (chapitre 6).
Les Josserand essaient de récupérer l'argent de l'oncle et préparent le mariage de Berthe (chapitre 7).
C'est le mariage, mais celui-ci est perturbé par Théophile Vabre, mari de Valérie, à  qui Octave fait du pied. En effet, celui-ci a trouvé une lettre et demande des explications pendant la cérémonie. La fête comme la querelle continuent dans un hôtel. Valérie fait une crise de convulsions pendant la dispute, ce qui perturbe encore l’événement (chapitre 8).
Octave essaie de séduire madame Hédouin, sa patronne au Bonheur des Dames. Celle-ci refuse et, orgueilleux, il quitte le magasin et va dans celui d'Auguste et de Berthe (chapitre 9).
Octave est avec Clotilde Duveyrier quand son père, M. Vabre, s'écroule, mourant. Allant à la recherche de M. Duveyrier, Octave le trouve chez sa maîtresse, partie avec les meubles. Toute la famille Vabre accourt pendant la journée d'agonie du patriarche, car celui-ci n'a pas fait de testament (chapitre 10).
Tout l'immeuble est venu assister aux derniers instants. Chacun des enfants essaie de s'approprier une bonne part de l'héritage et ils se disputent. Le père Vabre meurt puis est enterré, mais on apprend qu'il avait beaucoup de vices financiers et qu'il n'avait donc rien à léguer. Il laisse donc plutôt beaucoup de dettes (chapitre 11).
Berthe malmène son mari, comme sa mère avant elle. Octave, lui, se rapproche d'elle, lui offrant des cadeaux tout en feignant auprès d'Auguste de la surveiller (chapitre 12).
Octave croit être surveillé par le concierge, qui interdit aux locataires de ramener des femmes, craignant que cela n'entache la réputation de l'immeuble. Octave et Berthe consomment leur relation interdite mais Rachel, la bonne de Berthe et Auguste, sait tout, comme d'ailleurs tous les domestiques de l'immeuble. Redoutant que Rachel ne parle, Berthe tente d'acheter le silence de sa domestique. Parallèlement, une employée s'est installée dans l'immeuble. Elle est enceinte et le concierge, ne voulant pas qu'elle accouche dans l'immeuble, la force à quitter les lieux (chapitre 13).
Berthe tente d'acheter le silence de Rachel mais sans succès. Lorsqu'elle rejoint Octave dans sa chambre du cinquième, la bonne vend la mèche au mari. Berthe fuit, erre dans l'escalier, demande asile chez les Campardon, qui la rejettent, puis se fait recueillir par Marie (chapitre 14).
Voulant se battre en duel contre Octave pour rétablir son honneur, Auguste fait le tour de Paris en fiacre pour trouver son beau-frère, M. Duveyrier. En route, il rencontre plusieurs de ses proches auxquels il explique que sa femme l'a trompé et qu'il souhaite se battre contre l'amant. Berthe est retournée chez ses parents, et s'ensuivent des négociations compliquées (chapitre 15).
Les disputes ne cessent pas chez les Josserand : le père, qui est le souffre-douleur de sa femme, est à bout ; il tombe de fatigue et de maladie (chapitre 16).
Grosse ellipse temporelle au cours de laquelle Octave réintègre le Bonheur des Dames. M. Josserand souffrant, agonise et meurt, sa femme rejetant la faute sur Berthe et l'oncle Bachelard qui vient d'ailleurs de dépenser la dot de Berthe pour son neveu. De son côté, Mme Hédouin, veuve depuis huit mois, demande Octave en mariage pour l'aider à gérer les affaires. Auguste, lui, est ruiné : le Bonheur des Dames lui fait trop de concurrence. Chez les Duveyrier, Alphonse est très affecté par la deuxième rupture avec sa maîtresse et par le dégoût que sa femme lui porte (il est décrit comme laid, c'est pour cela que sa femme consent à ses aventures extra-conjugales). Il décide de se suicider, achète un pistolet, puis se tire une balle dans la bouche ; il se rate. Le docteur et l'abbé viennent régler le cas, mais l'abbé désespère sur la déchéance morale de la bourgeoisie (chapitre 17).

Octave se marie avec Mme Hédouin. La bonne des Josserand, Adèle, tombée enceinte de Duveyrier, accouche seule après avoir gardé secrète sa grossesse. Ne pouvant élever sa fille, elle l'abandonne. L'employée que le concierge avait mise à la porte, seule et à la rue, tue le bébé dont elle a accouché. Auguste finit par reprendre Berthe sous son toit. Les fêtes chez les Duveyrier reprennent comme si rien ne s'était passé. L'une des bonnes finit par conclure que ces affreuses scènes de vie se ressemblent dans tous les immeubles bourgeois :
« Celle-ci ou celle-là, toutes les baraques se ressemblent. (...) C'est cochon et compagnie »
(chapitre 18).

## Adaptations de l'œuvre

### Au théâtre
1883 Pot-Bouille, pièce en 5 actes de William Busnach. créée au Théâtre de l'Ambigu-Comique créée le 13 décembre 1883 avec Léopold Delannoy (Josserand), Georges Bertal (Octave Mouret, et Marie-Thérèse Kolb (Berthe).

### Au cinéma
1957 : Pot-Bouille de Julien Duvivier avec Gérard Philipe et Danielle Darrieux.

### À la télévision
1972 : série de cinq épisodes d'une heure d’Yves-André Hubert, diffusés à partir du 23 mars. Disponible (redécoupée en sept épisodes) sur le site de l'INA.
En littérature
2020 : Adaptation en bande dessinée par Cédric Simon et Eric Stalner aux édition Les arènes BD